# Occupy Wall Street
Pour les articles homonymes, voir OWS.
Occupy Wall Street (OWS) ou Occupy New York (en français : « Occupons Wall Street/New York » ) est un mouvement de manifestation de contestation pacifique dénonçant les abus du capitalisme financier. Le mouvement débute le 17 septembre 2011 alors qu'environ 1 000 personnes manifestent dans les environs de Wall Street, le quartier de la bourse à New York. Une partie des manifestants érigent des installations de fortune dans le parc Zuccotti, « occupant » l'endroit dans une sorte de sit-in. Au cours des semaines suivantes, plusieurs centaines de manifestants vivent et dorment dans le parc.
Très actif sur les réseaux sociaux, le mouvement s'inspire du printemps arabe, en particulier des révolutions tunisienne et égyptienne, ainsi que du mouvement des Indignés en Espagne.
À partir du 9 octobre, le mouvement s'étend à l'ensemble des États-Unis et des manifestations similaires se tiennent dans 70 grandes métropoles avec la participation de 600 communautés. Le 15 octobre, date choisie pour être la première journée mondiale de protestation pour de vraies démocraties, le mouvement Occupy s'étend dans environ 1 500 villes de 82 pays.
À la mi-novembre, dans la nuit du 14 au 15, les manifestants sont expulsés du parc par la police de New York, qui y interdit le campement.
Malgré la fin de l'occupation, le mouvement poursuit des moyens de pression, notamment par des actions éclair et ciblées[source insuffisante].

## Principales revendications
« Ce que nous avons tous en commun, c'est que nous sommes les 99 % qui ne tolèrent plus l'avidité et la corruption des 1 % restant. »

— OccupyWallSt.org, ‘Occupy Wall Street' to Turn Manhattan into ‘Tahrir Square'
  Les manifestants d’Occupy Wall Street réclament une justice sociale en évoquant la mauvaise répartition des richesses, les inégalités des revenus ce qui révèle un point d’ancrage à l’Altermondialisme .
Selon Adbusters, un des premiers organisateurs des manifestations, le principal objectif de la protestation est de demander au président Barack Obama « d'ordonner une commission présidentielle pour mettre fin à l'influence que l'argent a sur la représentation (du peuple) à Washington »,,.
Les manifestants protestent notamment contre le sauvetage des banques avec des fonds publics, les expulsions de logements par les banques et le taux élevé de chômage,. Par ailleurs, ce mouvement est une initiative anticapitaliste et de promotion de démocratie directe à travers lequel, les citoyens cherchent une émancipation. Les militants créent des espaces publics en occupant au prime abord le Liberty Plaza connu sous le nom de « POPS » (Privately owned public space). Ce lieu qui était considéré comme une sphère publique sera recadré par les activistes qui s’y rencontrent pour se faire entendre. C’est aussi l’opportunité pour eux de rompre leur exclusion dans la sphère politique.

## Chronologie

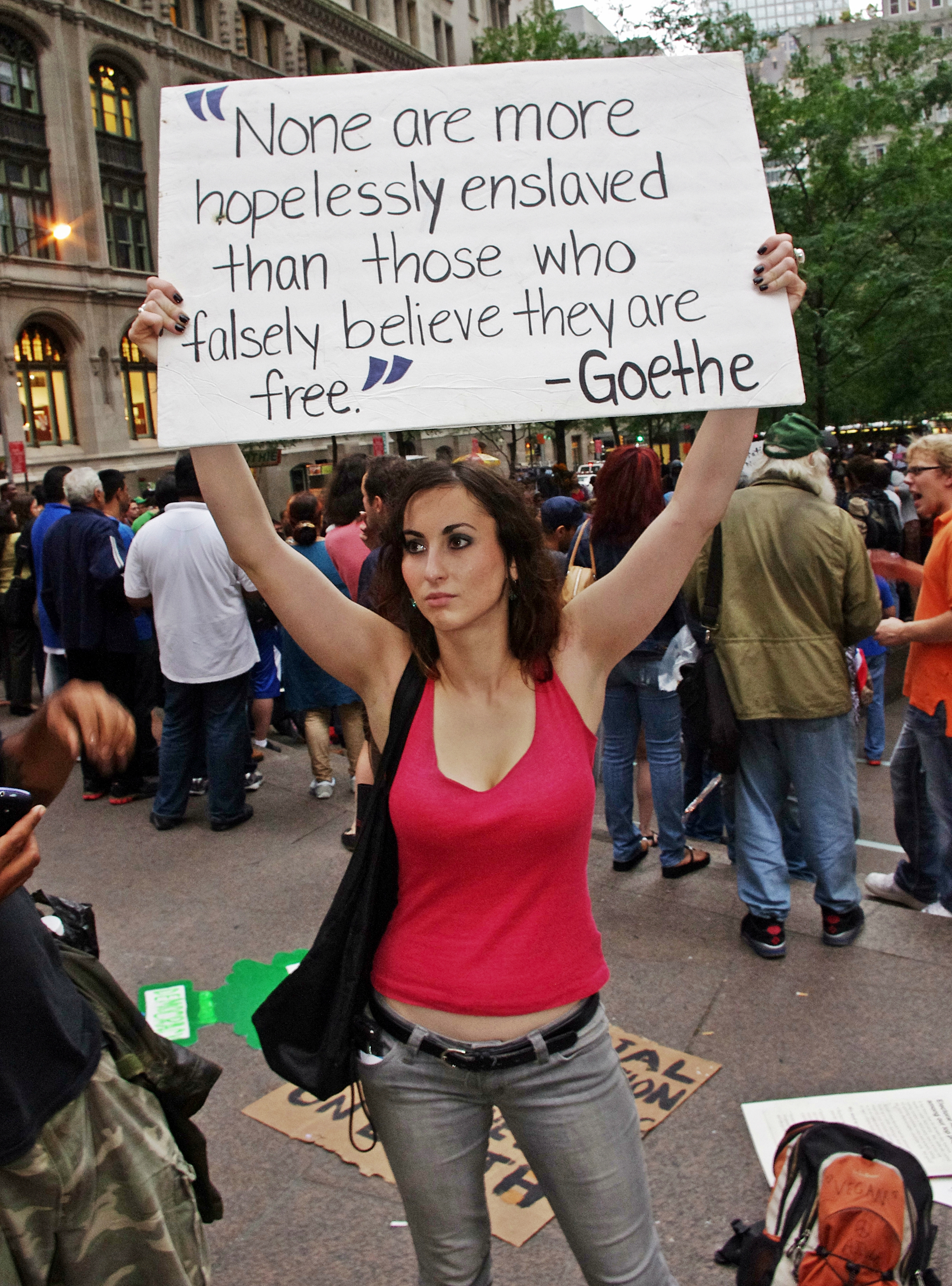
La pancarte d'une manifestante cite Goethe le 28 septembre.

### Prémices
- 9 juin 2011 : Le magazine canadien Adbusters enregistre le nom de domaine occupywallstreet.org.
- 11 juillet 2011 : Adbusters propose d'occuper Wall Street par une manifestation pacifique[8].
- 23 août 2011 : Le collectif Anonymous encourage ses membres à prendre part à la manifestation[9].
- 3 septembre 2011 : Une assemblée générale a lieu à Tompkins Square Park.

### Septembre 2011
À la suite des appels de la fondation Adbusters et du collectif Anonymous à protester contre Wall Street,,, le début de l'occupation est prévu pour le 17 septembre.
Lors d'une conférence de presse tenue avant le début des protestations, le maire de New York Michael Bloomberg affirme que « le peuple a le droit de protester, et s'il veut protester, nous serons heureux de nous assurer qu'il aura des lieux pour le faire »,.
Le premier jour d'occupation de Wall Street, environ 1 000 personnes sont présentes[source insuffisante]. Les officiers du NYPD interdisent aux manifestants d'ériger des tentes, invoquant des règles contre le flânage. Roseanne Barr s'adresse aux manifestants. Environ 80 arrestations ont été faites le 24 septembre, après que les manifestants ont forcé la fermeture de plusieurs routes,. La majorité des 80 arrestations mettaient en cause le blocage du trafic routier, tandis que certaines autres mettaient en cause la résistance aux forces de l'ordre.
Les manifestants ont fondé la People's Library (bibliothèque du peuple) dans Zuccotti Park à l'occasion de leur campagne au sud de Manhattan. À son apogée, cette bibliothèque comprenait 5500 volumes, abrités par une tente offerte par la chanteuse Patti Smith. Elle est ensuite détruite par une descente de police mais a inspiré la mise en œuvre de bibliothèques du même genre lors d'autres manifestations aux États-Unis et en Europe.

### Octobre 2011

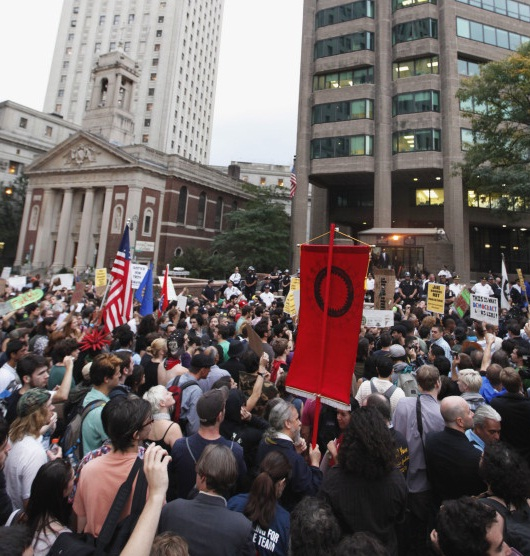
Manifestations, le 14e jour de l'occupation.

Les indignés tentent de traverser le pont de Brooklyn. La police new-yorkaise arrête 700 contestataires. Plusieurs manifestants arrêtés portent plainte le 4 octobre contre la ville de New York, son maire et sa police, affirmant que la police les a trompés en les poussant à aller sur la route du pont avant de les interpeller parce que cela était interdit.
En date du 9 octobre, 900 villes à travers le monde sont occupées parmi lesquelles Auckland, Sydney, Hong Kong, Taipei, Tokyo, São Paulo, Paris, Madrid, Berlin, Hambourg, Leipzig et un bon nombre d'autres villes. Le mouvement s'étend à d'autres villes américaines telles Boston, Chicago, Los Angeles, Washington, Miami, Portland (Maine), Denver et Kansas City,,,,. Le 5 octobre, de 5 000 à 12 000 personnes défilent dans les rues du quartier financier de New York en soutien au mouvement. Elles marquent le début d'un soutien politique et syndical au mouvement. Le 6 octobre, le mouvement s'étend à 146 villes américaines, dans 45 États américains, ainsi qu'à 28 villes à l'étranger.
Des militants projettent d'occuper des villes canadiennes à partir du 15 octobre. Le 15 octobre, des manifestations sont organisées dans environ 1 500 villes de 82 pays, suivant l'appel de la plate-forme Democracia Real Ya[réf. nécessaire]. À New York, 6 000 personnes manifestent à Times Square. Ailleurs, 4 000 personnes manifestent à Londres, 6 000 à Berlin, 5 000 devant le siège de la Banque centrale européenne (BCE) à Francfort, plusieurs milliers à Paris, Montréal et Toronto, 200 000 à Rome (où des violences ont été commises), 600 à Séoul, 200 à Hong Kong, etc,,,. En même temps, selon El Pais, environ 500 000 personnes étaient rassemblées Puerta del Sol à Madrid.
Le président Barack Obama encourage les manifestants durant le 16 octobre et la Maison-Blanche explique qu'Obama travaille sur les intérêts des 99 %.

### Novembre 2011
Le 12 novembre, environ 10 000 personnes manifestent à nouveau devant le siège de la BCE. Ils dénoncent les excès de la spéculation et demandent au gouvernement américain le démantèlement des grandes banques.
Dans la nuit du 14 au 15, les manifestants sont expulsés du parc par la police de New York. Il n'est désormais plus toléré d'y camper,.
Le 17 novembre, des milliers de manifestants soulignent les deux mois du mouvement dans les rues de New York. On dénombre une dizaine de manifestants et de policiers blessés ainsi qu'environ 200 arrestations.

## Personnalités impliquées dans la contestation

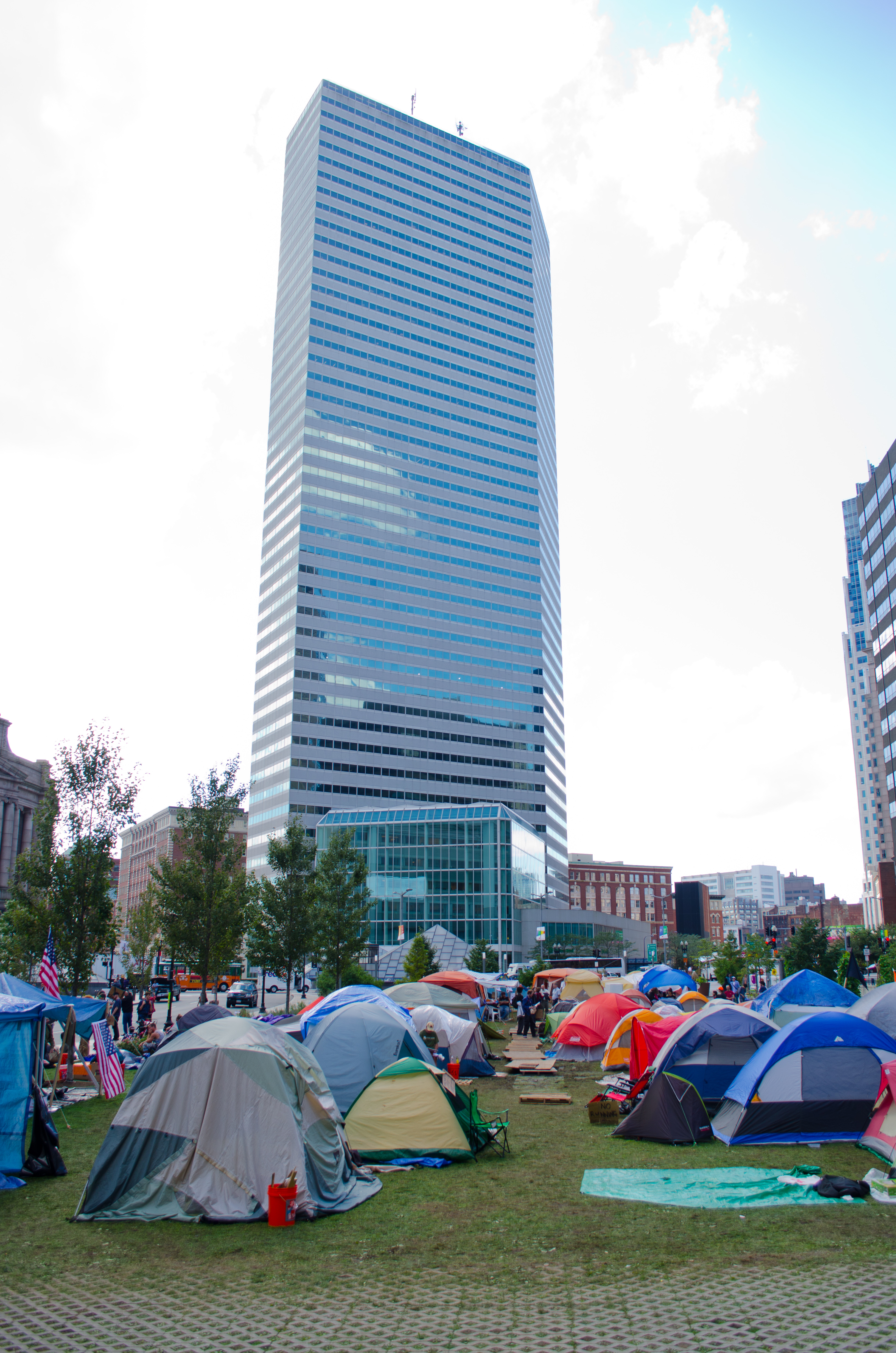
Fin septembre, les protestations Occupy Wall Street s'étendent à Boston et à d'autres villes.

L'écrivain et réalisateur Michael Moore a participé à la contestation. Salman Rushdie, Margaret Atwood, Noam Chomsky, Radiohead ainsi que Joseph Gordon-Levitt ont également apporté leur soutien au mouvement,. Le milliardaire George Soros a affirmé éprouver de la sympathie pour le mouvement. Ben Bernanke a affirmé comprendre certaines des revendications des manifestants, tout comme Laurence Fink, PDG de BlackRock, plus gros gestionnaire d'actifs au monde. Le mouvement est également supporté par plusieurs figures du mouvement hip-hop américain, particulièrement par des artistes tels Lupe Fiasco et Talib Kweli.
David Crosby et Graham Nash viennent y jouer. Le guitariste du groupe Rage Against the Machine, Tom Morello était également présent,. Le parlementaire américain Ron Paul, candidat républicain à l'élection présidentielle de 2012, a exprimé son soutien pour les principales revendications des protestations. Stéphane Hessel, Julian Assange, fondateur de Wikileaks et Paul Krugman, prix Nobel d'économie 2008, soutiennent également Occupy Wall Street, ainsi que Lou Reed, ex-membre du Velvet Underground.
Le prix Nobel d'économie Joseph Eugene Stiglitz a participé au mouvement le 2 octobre et y a notamment affirmé « Vous avez le droit de vous indigner. [...] Nous sommes en train de supporter le coût des erreurs (des marchés financiers). Nous vivons dans un système où les pertes sont supportées par l'ensemble de la société alors que les gains sont privatisés. Ce n'est pas le capitalisme; ce n'est pas une économie de marché. C'est une économie dénaturée. »
À la suite des manifestations du 5 octobre, auxquelles des personnalités telles Michael Moore et Tim Robbins ont participé, les personnalités démocrates John B. Larson et Louise Slaughter saluent et soutiennent les manifestants,. D'un autre côté, les manifestants sont dénoncés par des personnalités telles Herman Cain, qui déclare notamment : « Cessez d'accuser Wall Street ou les grosses banques, si vous n'avez pas de travail et que vous n'êtes pas riche, c'est de votre faute ».
L'activiste égyptien Ahmed Maher, fortement impliqué dans la révolution égyptienne de 2011, est aussi intervenu publiquement le 17 octobre 2011 dans le square McPherson à New York[précision nécessaire] pour soutenir et conseiller le mouvement Occupy Wall Street. Il a notamment dit : « Nous sommes restés pacifiques, parce que nous voulions que des gens nous rejoignent […] Si on utilisait la non-violence, sans tuer le moindre soldat, alors les gens nous aideraient. »,,.
Le 1er décembre 2011, le compositeur Philip Glass vient apporter son soutien au mouvement en lisant un extrait de son opéra Satyagraha lors de l'assemblée générale exceptionnelle se tenant devant le Lincoln Center.

## Stratégies communicationnelles
Le mouvement Occupy Wall Street voit le jour au niveau local à travers de  nombreuses manifestations et campements  dans les rues principalement dans le quartier financier de New York Wall Street, cependant il vise un changement social global. Les contestataires occupaient les campements 24 heures sur 24 et lançaient un appel à la solidarité d’autres militants par le biais d’assemblées générales publiques. Des centaines de manifestants causaient un moment d’effervescence dans plusieurs villes des États-Unis : Boston, Brooklyn, Manhattan etc. Ce qui n’a pas tardé à  créer une visibilité du mouvement sur la scène internationale. Ce mouvement se veut le plus démocratique possible alors il place au centre de ses principes l’accessibilité c’est-à-dire la divergence de points de vue provenant d’une population hétérogène. Les citoyens venant de différents horizons pouvaient se faire entendre dans le but de parvenir à des actions collectives. Pour ce faire, le mouvement n’a aucun leader à sa tête et les militants emploient une forme de communication horizontale et  participative.
À travers les assemblées générales, les occupants ont fait usage d’une tactique importante de participation des citoyens utilisé aussi dans d’autres mouvements comme le mouvement antinucléaire dans les années 1980 : le Human microphone connu sous le nom de « People’s  Mic», un phénomène développé après l’interdiction du microphone. Un représentant dans l’assemblée cite des slogans accrocheurs  ensuite le reste de l’assemblée répète ce que le représentant a stipulé. C’est une façon d’engendrer une communication collective et non individuelle. Item, ce mouvement favorise la Co-construction d’idées de tous et un modèle de prise de décision fondé sur le consensus. Ce qui révèle une résonance avec les principes de la Charte du Forum social Mondial.
Occupy Wall Street a non seulement engendré des espaces publics physiques mais aussi un espace public artificiel dont internet qui est au cœur de l’expansion presqu’immédiat de ce mouvement.  Internet a constitué le canal de communication démocratique entre les militants et le reste de la population mondiale où les voix convergent et divergent. Ce canal s’est avéré efficient car il donne libre accès  à l’information aux citoyens et a permis au mouvement de se perpétuer. En outre, les lectures c’est-à-dire les commentaires d’opposition ou d’appuis des internautes sur internet a  permis aux  activistes d’améliorer leurs protestations d’une part et a augmenté le sentiment de militance des citoyens, d’autre part. L’impact de l’internet pour le mouvement s’est révélé géographique pour l’épanouissement du mouvement mais aussi pragmatique pour le processus communicationnel utilisé.

## Retransmission vidéo en direct
Des participants à la contestation retransmettent en direct les manifestations sur la plate-forme de diffusion en direct sur Internet LiveStream. Le 2 octobre 2011, le nombre de visionneurs connectés simultanément atteints les 8 500, puis 13 000 le 5 octobre[réf. nécessaire]. Le 17 novembre 2011, pour les deux mois du mouvement, des protestations avaient lieu partout aux États-Unis, deux retransmissions en direct de New York obtenaient pour l'une (TheOther99 sur Ustream) 23 000 visionneurs simultanément, et l'autre (GlobalRevolution sur Live stream) en obtenait 14 000[réf. nécessaire].

## Plateformes numériques
Les occupants communiquaient grâce à divers médiums dont les journaux, les plateformes numériques, médias alternatifs. Ils ont eu recours aux nouvelles technologies qu’ils ont pu maitriser assez vite dans le but de mieux s’organiser. Ils ont utilisé des interfaces numériques pour planifier les réunions et les assemblées. Ainsi, ils ont créé leurs propres blogs, leurs sites web dans le but de diffuser les contenus des manifestations, partager des idées. Ces dispositifs mises en œuvre sécurisent l’information véhiculée et possèdent plusieurs fonctionnalités comme des zones de connexion des membres qui usent de ces plateformes, aussi, des versions de différentes langues, des hyperliens, des zones de partages de contenu, etc. Les médias sociaux comme Facebook, Twitter  ont servi d’opportunité pour participer à Occupy Wall Street.  En effet, Twitter constitue un micro-blog  très exploité pour la transmission d’informations. Les fonctions hashtag et  @mention   de ce média sont des techniques pour surveiller des sujets mais surtout pour rallier les autres à notre cause. Celles-ci ont été mis à profit  durant le printemps arabe en Tunisie et en  Égypte, en proposant  le #sidibouzid  qui incitent à organiser des manifestations sociales.Cette plateforme ayant consenti à la mouvance de ces mouvements sociaux antérieurs, a aussi propulsé Occupy Wall Street non seulement grâce à ces fonctions mais les messages véhiculés appelés des tweets et retweets.
Statistiquement parlant, près de 1 5222 415 tweets sont attribuées au mouvement Occupy Wall Street et Adbusters magazine a la base de ce mouvement est le premier à avoir utilisé le #occupywallstreet, l’un des 100 hashtags les plus populaires sur Twitter durant l’année 2011.  

## Opposition rencontrée
Octobre 2011, le média alternatif AlterNet liste les 12 Most Absurd Laws Used to Stifle the Occupy Wall St. Movement Around the Country, traduction : Top 12 des lois les plus absurdes utilisées pour étouffer le mouvement.

### Violences policières
La police de New York réprime de façon assez sévère les manifestants, frappant également sur les journalistes. Le photographe Roy Isen et le journaliste Dick Brennan de la chaîne de télévision Fox5, ont été, d'après les informations de Reporters sans frontières, respectivement « aspergé de gaz lacrymogène et frappé à l'abdomen à coups de matraque le 5 octobre 2011 »
.
En septembre 2011 à New York « Les forces de l’ordre ont frappé plusieurs manifestants, faisant des blessés ».